# Biskupice (Eslováquia)
Biskupice (em húngaro: Fülekpüspöki) é um município da Eslováquia, situado no distrito de Lučenec, na região de Banská Bystrica. Tem 7,88 km² de área e sua população em 2018 foi estimada em 1.137 habitantes.

## Demografia
| Ano:        | 1994 | 2004   | 2014   | 2024   |
| ----------- | ---- | ------ | ------ | ------ |
| Broj ljudi: | 1143 | 1122   | 1138   | 1134   |
| Razlika:    |      | -1,83% | +1,42% | -0,35% |

| Ano:               | 2023 | 2024 |
| ------------------ | ---- | ---- |
| Número de pessoas: | 1134 | 1134 |
| Diferença:         |      | +0%  |